# 古今亭志ん五 (初代)
初代 古今亭 志ん五（ここんてい しんご、1949年5月30日 - 2010年9月28日）は、東京都台東区浅草出身の東京の落語家。落語協会常任理事を歴任。所属芸能事務所はハブ・マーシー。出囃子は『ゲイシャワルツ』→『藤娘』、血液型B型。本名：篠崎 進。

## 経歴
1966年8月31日の高校在学中に、志ん生宅に母親を伴って押し掛け、弟子入りを直訴。半隠居状態で弟子を取らぬ方針の志ん生に代わり、次男の三代目古今亭志ん朝が一旦は引き受けることになったが、売れっ子の志ん朝は二代目古今亭圓菊の真打披露 の真っ最中で多忙を窮め、またその日は志ん生の機嫌も良く、夫人のとりなしもあり、志ん朝門下の身分のままで結局、大師匠の志ん生に内弟子を許される。古今亭高助で前座修行。1968年1月2日に上野鈴本演芸場で初高座。この日トリを務めた志ん生は、最後の定席出演だった。
1971年11月、二ツ目に昇進し志ん三に改名。1973年に志ん生死去に伴い、志ん朝門に正式復帰する。
1978年、落語協会分裂騒動に巻き込まれる。大量真打昇進制度→真打昇進試験を自ら拒み、人気・実力にもかかわらず敢えて二ツ目に留まり続ける。「二ツ目昇進時に11人同時に昇進したことで懲りていたので、十把ひとからげみたいな形で真打になるのは嫌だった」と志ん五は後に語っている。
1982年11月に初代古今亭志ん五、七代目三遊亭圓好、四代目吉原朝馬、春風亭一朝、三代目三遊亭小金馬、柳家せん八、六代目古今亭志ん橋、立川談生、立川左談次、六代目立川ぜん馬で真打昇進、初代古今亭志ん五に改名。公には三丁目から五丁目に転居したことから改名したと言われているが、シンゾウと読み違えられることを嫌い改名と志ん五夫人はUSTで披露。1983年、第3回国立演芸場花形新人大賞受賞。
2010年9月28日、上行結腸癌のため東京都内の病院で死去。61歳没。弟子4人は弟弟子・六代目志ん橋に引き取られた。原田芳雄と交友があり、原田が亡くなる4日前に松尾貴史が原田の見舞いに訪れた際、原田が「志ん五みたいに（働きすぎて）死ぬなよ」と松尾に言ったという。

## 芸歴
- 1966年9月∶三代目古今亭志ん朝に入門。
- 1968年1月∶前座となる、前座名「高助」。
- 1971年11月∶二ツ目昇進、「志ん三」と改名。
- 1982年11月∶真打昇進、「志ん五」と改名。
- 2001年10月∶落語協会理事付役員に就任。
- 2006年6月∶落語協会常任理事に就任。
- 2010年9月∶死去。

## 人物
三代目古今亭志ん朝の一番弟子であり、五代目古今亭志ん生の最後の弟子。
妻は篠崎好美。書道師範、雅号：篠崎芳陽、玄筆会所属、謙慎書道会理事。教室や文化体験施設などで講師を務めるほか、かつて落語協会2Ｆの黒門亭舞台上に掲出されていた「今川焼」の文字や、「カラーで蘇る古今亭志ん生」（NHKEテレ、2023年9月17日放送）の題字などを揮毫している。ほかにもフォークデュオボーカルなどの多彩な才能を持ち、志ん五逝去後、長男の篠崎高志の協力のもと、2010年から2016年ごろまで立川左談次夫人とUstreamで生放送「よしみつこ」を配信、100回以上続いた。
長女は日本舞踊の松本流師範の松本幸雅で、高座にも上がって踊りを見せることもある。
三遊亭歌司、三遊亭圓丈、古今亭志ん駒、柳家さん遊、柳家小団治、柳家さん八、三遊亭圓龍、むかし家今松、金原亭馬の助、橘家竹蔵、柳家小袁治と共に同期会「落友舎」を結成していた。

## 弟子

### 落語家
志ん五の死後は全員六代目古今亭志ん橋門下となる。
- 古今亭朝太 - 師匠志ん朝死去に伴い移籍
- 古今亭志ん公
- 古今亭志ん八
- 古今亭大五朗

### 色物
- 笑組（漫才） - 師匠志ん朝死去に伴い移籍

## 得意ネタ
- 二ツ目時代より、特に『道具屋』で破壊的なまでにエキセントリックな与太郎像を確立して「与太郎の志ん三（五）」と讃えられ[注 3]、放送禁止寸前の芸[15] を『らくごin六本木』（フジテレビ、高田文夫プロデュース、俳優座劇場公録）などで披露するなど、売れまくった。
- その形相からドラキュラと渾名された。
- 体力を消耗する与太郎芸からは次第に遠ざかり、『井戸の茶碗』『柳田格之進』『浜野矩隨』他、講釈ネタの武家物人情噺に新境地を拓いた。

## CD・DVD
- とっておき寄席! 古今亭たっぷり二時間半（DVD）（2009年10月、角川エンタテインメント）
  - 「長短」を収録。
- らくごin六本木 スペシャルセレクション ふたり会 古今亭志ん五×三遊亭小遊三（DVD）（2010年9月、ポニーキャニオン）　
  - テレビ番組「らくごin六本木」で放送された、1982年～1984年の志ん五（志ん三）の高座を収録。「孝行糖」「与太郎」「新聞記事」「鈴ヶ森」。
- 落語百選 DVDコレクション 第20号（DVD）（2009年9月、デアゴスティーニ・ジャパン）「抜け雀」を収録。